# ایوان توپلاک
ایوان توپلاک (صربی: Ivan Toplak؛ زادهٔ ۲۱ سپتامبر ۱۹۳۱) بازیکن و مربی سابق فوتبال اهل صربستان است.
از باشگاه‌هایی که در آن بازی کرده‌است می‌توان به باشگاه فوتبال سارایوو و باشگاه فوتبال ستاره سرخ بلگراد اشاره کرد.
وی همچنین در تیم ملی فوتبال یوگسلاوی بازی کرده‌است.
وی در مسابقات کشوری و بین‌المللی در مجموع برندهٔ ۱ مدال برنز شده‌است.